# Llengua de signes àzeri
La llengua de signes àzeri (àzeri: Azərbaycan işarət dili, AİD) és la llengua de signes de les persones sordes a l'Azerbaidjan. Igual que altres llengües de signes, l'AİD té una gramàtica única que és diferent de les altres llengües de signes utilitzades a la regió del Caucas. Encara que hi ha aproximadament 78.000 persones sordes a l'Azerbaidjan, la majoria utilitzen la llengua de signes turca (TİD) com la seva principal llengua de signes.
La llengua de signes àzeri no té cap codi lingüístic. No està reconeguda com a llengua oficial per Azerbaidjan.
La llengua de signes àzeri es basa en la llengua de signes russa (RSL) i està relacionada amb la llengua de signes turca (TİD).

## Història
Hi ha una quantitat significativa de persones sordes a l'Azerbaidjan. La més famosa va ser Bahruz Kangarli (es), un pintor i artista gràfic àzeri. Hi ha dues escoles per a sords a Azerbaidjan que només atenen membres de la comunitat sorda àzeri. Encara que la seva llengua de signes no està reconeguda com a llengua oficial, la comunitat de sords de l'Azerbaidjan és membre de la Federació Mundial de Sords (WDF). A les conferències i reunions internacionals s'utilitza la llengua de signes russa (RSL) en lloc de la llengua de signes àzeri (AİD).